# ليز مايو برايس
ليز ماي برايس (بالإنجليزية: Liz May Brice)‏ هي ممثلة بريطانية، ولدت في 1975 في المملكة المتحدة.

## أعمال

### أفلام
- (2002) ريزدنت إيفل[3]
- (2004) المفترس ضد ألين[4][5][6][7]

## وصلات خارجية
- ليز مايو برايس على موقع IMDb (الإنجليزية)
- ليز مايو برايس على موقع ألو سيني (الفرنسية)
- ليز مايو برايس على موقع أول موفي (الإنجليزية)
- ليز مايو برايس على موقع قاعدة بيانات الأفلام السويدية (السويدية)
- ليز مايو برايس على موقع قاعدة بيانات الفيلم (الإنجليزية)
- ليز مايو برايس على موقع كينوبويسك (الروسية)

لم يتم العثور على روابط لمواقع التواصل الاجتماعي.